# Adrian Künzi
Adrian Künzi (* 1973) ist ein Schweizer Bankmanager. Von 2012 bis 2017 war er Vorsitzender der Geschäftsleitung der Notenstein Privatbank. Seit 2018 arbeitet er bei Union Bancaire Privée (UBP), seit Herbst 2020 in der Position als Europa-Chef. 

## Leben
Adrian Künzi studierte und promovierte in Finance an der Universität St. Gallen (HSG) und besitzt einen Masterabschluss in Management Studies der Universität Cambridge (UK). Von 2001 bis 2003 war er bei Goldman Sachs (Frankfurt) im Investment Banking tätig. Danach leitete Künzi den Bereich «Investment Office» bei Wegelin & Co. Privatbankiers. Von 2007 bis 2012 war er unbeschränkt haftender und geschäftsführender Teilhaber und baute die Präsenz in der Westschweiz sowie das Geschäft mit Institutionellen Kunden und Family Offices auf. Die Bank Wegelin & Co. hat grosse Teile des Geschäfts im Januar 2012 abgespalten und unter dem Namen Notenstein Privatbank an Raiffeisen verkauft. Adrian Künzi war von Januar 2012 bis Oktober 2017 CEO der Notenstein Privatbank. Seit 2018 arbeitet er für die Genfer Privatbank UBP. Er ist CEO des Zürcher Sitzes der Bank und hat im Herbst 2020 zusätzlich die Leitung für die Standorte London, Luxemburg und Lugano übernommen.